# Малий Ергель
Малий Ергель (рос. Малый Эргель) — село у Свободненському районі Амурської області Російської Федерації. Розташоване на території українського історичного та етнічного краю Зелений Клин.
Входить до складу муніципального утворення Костюківська сільрада. Населення становить 29 осіб (2018).

## Історія
4 січня 1926 року відповідно до Декрету ВЦВК РРФСР село увійшло до складу Свободненського району Амурського округу Далекосхідного краю. З 20 жовтня 1932 року входить до складу новоутвореної Амурської області.
З 1 січня 2006 року входить до складу муніципального утворення Костюківська сільрада.